# Stubaier Wildspitze
Die Stubaier Wildspitze ist ein 3341 m ü. A. hoher Berg in den Stubaier Alpen in Tirol. Nordöstlich des Gipfels liegen die zwei Gletscher Schaufelferner und Daunkogelferner, die die Grundlage für das Skigebiet Stubaier Gletscher bilden. Die erste dokumentierte Besteigung durch einen Touristen gelang 1882 dem Rechtspraktikanten E. von Fuchs aus München mit den Führern Michael Egger und Josef Pfurtscheller.